# Sand de Feu
Sand de Feu es una localidad de Santa Lucía, que forma parte del distrito de Castries.